# Sappy (альбом Red Velvet)
Sappy (с англ. — «Сочный»; стилизовано как SAPPY) – второй японский мини-альбом южнокорейской гёрл-группы Red Velvet. Выпущен 29 мая 2019 года лейблом Avex Trax.

## Релиз
Sappy был выпущен в двух физических версиях: CD и CD+DVD. Он также был выпущен в качестве цифровой загрузки 11 января 2019 года.

## Коммерческий успех
Альбом дебютировал на 3 строчке в чарте альбомов Oricon в первый день с 7665 проданными физическими копиями. Он также дебютировал под номером 4 в горячих альбомах Billboard Japan. Релиз также занял 61 место в топ-альбомов в Японии и под номером 4 на топ продаж альбомов с 16,140 проданных копий.

## Трек-лист
| №                   | Название                       | Текст песни         | Музыка | Авторы                              | Длительность |
| ------------------- | ------------------------------ | ------------------- | --- | ----------------------------------- | ------------ |
| 1.                  | «SAPPY»                        | MEG.ME              | Maria Marcus Andreas Oberg Emyli                                                                                    |                                     | 3:19         |
| 2.                  | «Swimming Pool»                | Hidenori Tanaka     | |                                     | 3:20         |
| 3.                  | «Sayonara»                     | Daisuke Nojima      | Shin Hyuk KYUM LYK Ashley Alisha                                                                                    | JJ Evans                            | 3:15         |
| 4.                  | «Peek-A-Boo» (Японская версия) |                     | Moonshine Cazzi Opeia Ellen Berg Tollbom                                                                            | Moonshine                           | 3:09         |
| 5.                  | «Rookie» (Японская версия)     |                     | Jamil `Digi` Chammas Leven Kali Sara Forsberg Karl Powell Harrison Johnson MZMC Otha `Vakseen` Davis III Tay Jasper | The Colleagues Jamil `Digi` Chammas | 3:16         |
| 6.                  | «Power Up» (Японская версия)   |                     | Ellen Berg Tollbom Cazzi Opeia Jonatan Gusmark Ludvig Evers                                                         | Jonatan Gusmark Ludvig Evers        | 3:25         |
| Общая длительность: | Общая длительность:            | Общая длительность: | Общая длительность:                                                                                                 | Общая длительность:                 | 19:44        |

| №  | Название                                                        | Длительность |
| -- | --------------------------------------------------------------- | ------------ |
| 1. | «SAPPY» (Видеоклип)                                             |              |
| 2. | «#Cookie Jar» (Видеоклип)                                       |              |
| 3. | «SAPPY» (Music video making clip)                               |              |
| 4. | «SAPPY» (Jacket making clip)                                    |              |
| 5. | «#Cookie Jar» (Music video making clip)                         |              |
| 6. | «#Cookie Jar» (Jacket making clip)                              |              |
| 7. | «Red Velvet 1st Concert "Red Room" in JAPAN» (Backstage making) |              |
| 8. | «ReVeluv-Baby Premium Party» (Digest)                           |              |

## Чарты
| Чарты (2019)                 | Позиция |
| ---------------------------- | ------- |
| Japan Hot Albums (Billboard) | 4       |
| Japanese Albums (Oricon)     | 4       |